# Sette donne d'oro contro due 07
Pour plus de détails, voir Fiche technique et Distribution.
Sette donne d'oro contro due 07 est un film d'espionnage comique italien sorti en 1966, réalisé par Vincenzo Cascino.

## Synopsis
Mark Davis, l'agent secret 07, participe à une vente aux enchères d'art. Lors de cette vente aux enchères, il y a un tableau à vendre, attribué à Goya, au dos duquel se trouverait une carte d'un fabuleux trésor nazi, caché quelque part dans les eaux de la Méditerranée avant la fin de la Seconde Guerre mondiale. Bien sûr, c'est un antiquaire romain qui a répandu cette fausse rumeur. Mark découvrira qu'il existe six autres répliques du tableau, chacune en possession d'une fille. Chacune des personnes intéressées se lance à la recherche du trésor. 

## Fiche technique
- Titre : Sette donne d'oro contro due 07[1]
- Réalisation : Vincenzo Cascino
- Scénario Giuseppe Pellegrini
- Genres : comédie, film d'espionnage
- Musique : Felice Di Stefano, Italo Fischetti
- Production : Vincenzo Cascino pour Accadia Films
- Montage : Vincenzo Cascino
- Durée : 90 min
- Costumes : Anna Benedetti
- Maquillage : Sergio Angeloni, Giusy Bovino
- Pays de production :  Italie
- Année de sortie : 1966

## Distribution
- Mickey Hargitay : Mark Davis
- Maria Vincent : Marie Dupont
- Luciana Paoli : Miranda
- Vincenzo Cascino : Barbikian
- Patricia Méndez : l'espagnole
- Paola Mariani : l'africaine
- Maruska Rossetti : fille brune aux cheveux courts
- Rossella Bergamonti : fille brune aux cheveux longs
- Corinne Fontaine : fille aux cheveux marrons
- John Loodmere : l'anglaise
- Geoffrey Copleston : Martin Borman, le commissaire-priseur
- Eric Domain : ancien colonel SS Von Klaus
- John Benedy : le camarade espagnol
- Nestore Cavaricci : Salvatore, homme de Barbikian
- Guido Marinelli : Ivan, homme de Barbikian
- Pasquale Fasciano : gardien de la carrière

## Lieux de tournage
- Château Piccolomini, L'Aquila, Abruzzes
- Cascade des Marmore, Terni, Ombrie
- Studios de Cinecittà, Cinecittà, Rome
- Aéroport Léonard-de-Vinci de Rome Fiumicino, Fiumicino, Latium
- Grottes de Salone, Rome
- Lac d'Albano, Latium
- Mont Circé, Latium
- Cascades du Mont Gelato, fleuve Treja, Latium